# ファビオ・ハサ
ファビオ・ハサ（Fabio Hasa 、1996年8月12日 - ）は、アルバニア・ティラナ出身のサッカー選手。アルバニア・ファーストディビジョン・KFブレリ所属。ポジションは、ミッドフィールダー（守備的ミッドフィールダー）。